# Eureka (ensayo)

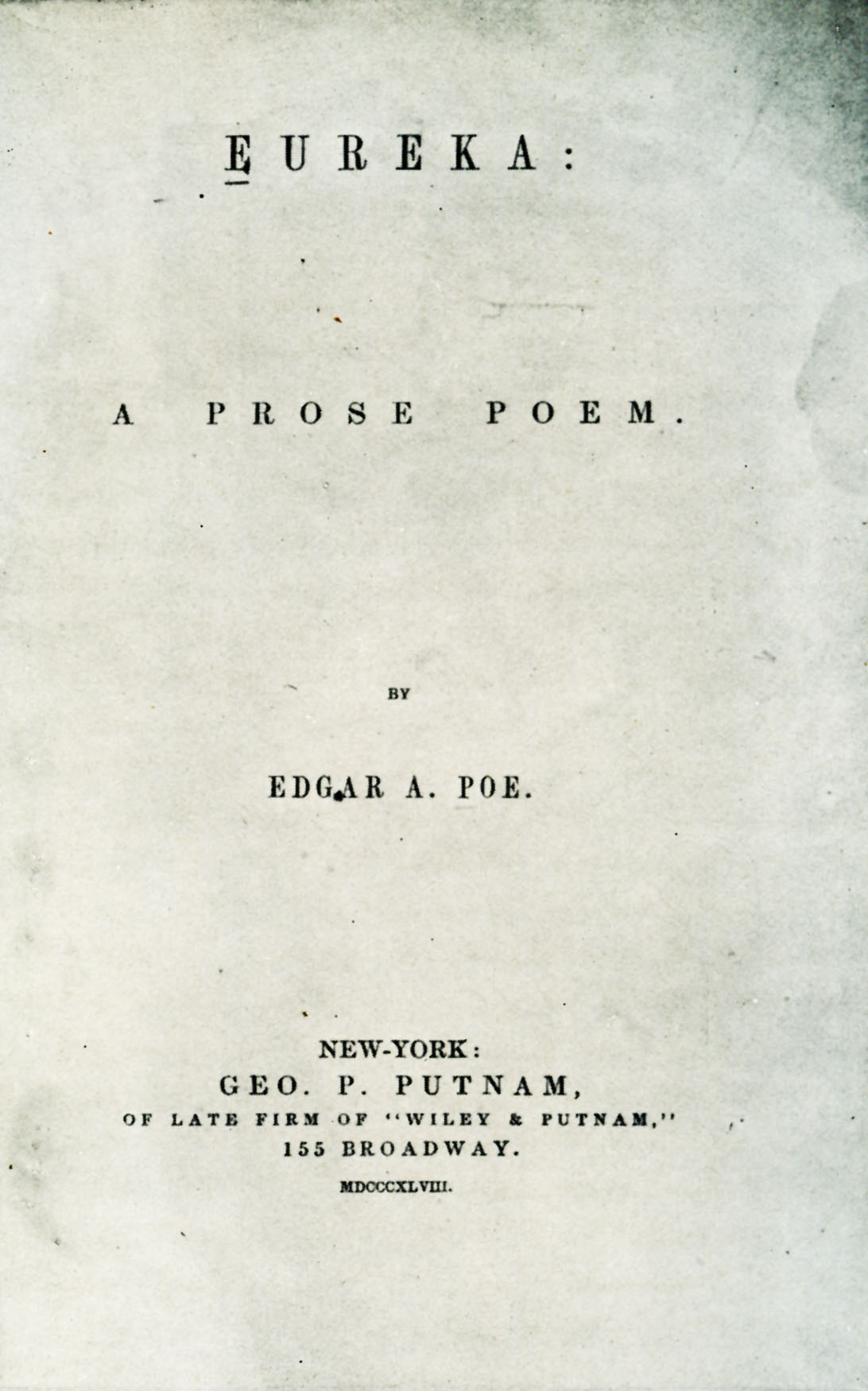
Portada de la primera edición (3 de enero de 1848).

Eureka (subtitulado Un poema en prosa) es el título de un Ensayo filosófico y cosmológico del escritor romántico estadounidense Edgar Allan Poe, publicado por primera vez en 1848. Como bien reza el subtítulo de la obra, se trata más bien de un "poema en prosa". La obra está dedicada al gran científico alemán de la época Alexander von Humboldt.
El origen de Eureka parece estar en las viejas obsesiones del autor sobre la ciencia astronómica. Desde su juventud, Poe devoraba toda aquella publicación de cualquier autor que tratase del tema (Newton, Kepler, Laplace, etcétera) y su redacción se produjo justo en el período que siguió a la muerte de su esposa, Virginia Clemm, por lo que toda la obra aparece embebida en un vaporoso clima de lucidez melancólica. 
Este largo y trabajado ensayo (una de las obras más extensas del autor) representa casi el ‘canto de cisne’ de Poe. Entroncado directamente con algunas de las tesis estético-filosóficas que pueblan sus relatos llamados “metafísicos”, como El poder de las palabras, Revelación mesmérica y El coloquio de Monos y Una, Eureka supone un paso adelante con respecto a estos. Debido a la ambición desmedida y las ansias de infinitud que la impregnan, al tono sostenido de alucinación casi religiosa, todo ello unido a la expresa voluntad "científica", concienzuda y meticulosa, que la guía a lo largo de su desarrollo, diríase a cada momento rayana en la demencia visionaria. El propósito del ensayo, expuesto en varios lugares del mismo, es el “hallazgo de la verdad última” de todas las cosas:

Me propongo hablar del Universo físico, metafísico y matemático; material y espiritual; de su esencia, origen, creación; de su condición presente y de su destino.

Todo ello parece prefigurar el rápido declive, intelectual y emocional, que se abatiría sobre Poe en el año siguiente de su vida, que sería el último. Debido a lo abstruso del texto y a la gran dificultad de su lectura, no fue bien apreciado en su tiempo, y su rescate sólo fue posible a resultas de la devoción que experimentaron por su autor desde el principio los simbolistas franceses, con Baudelaire a la cabeza.
Los poetas Paul Valéry y W. H. Auden han escrito hermosas páginas laudatorias sobre la obra. Para su traductor al español, Julio Cortázar, si la obra era discutible en el plano científico, no lo era ni mucho menos en el poético, y así lo habían comprendido los muchos buenos lectores que ha tenido Eureka desde siempre.
Intuitivamente, Poe con el ejemplo en la obra da respuesta a la paradoja de Olbers: 

La única forma de dar cuenta de los vacíos encontrados por nuestros telescopios en innumerables direcciones es suponer este fondo invisible colocado a una distancia tan prodigiosa que ningún rayo ha podido alcanzarnos jamás.